# 城山未帆
城山未帆（しろやま みほ、1980年〈昭和55年〉5月2日 - ）は、女優、タレント、グラビアアイドル。東京都出身、血液型はA型。
ウェブや雑誌等の各メディアで「城山美帆」という記述を多く見かけるが、それは誤植である。
旧所属事務所である文化通信株式会社（プロザフェイス事業部）が芸能プロダクション事業から撤退したことに伴い、2007年7月より芸能活動を休業していた。
その後、2011年8月中旬から2012年3月中旬まで株式会社オフィスコットンのサイト内にオフィシャルページが設置されていたが、現在はそれも削除されている。

## 来歴
- 1999年 デビュー
- 2001年 日本エアシステム(JAS) キャビンアテンダント イメージモデル
- 2002年 サントリーモルツ生ビールキャンペーンガール
- 2003年度 JOMOイメージガール

## 出演

### テレビドラマ
- GTOスペシャル(1999年、フジテレビ)
- 教師びんびん物語スペシャル(2000年、フジテレビ)
- ドラマDモード FLY 航空学園グラフィティ(2000年、NHK総合)
- 大河ドラマ「新選組!」(2004年、NHK総合) - 町娘／そば屋の女将
- 愛の劇場「ママは女医さん」(2004年、TBSテレビ)[1]
- 月曜ミステリー劇場「女金融道シリーズ2」(2005年、TBSテレビ) - 白井美雪 役

### ラジオ
- 城山未帆と内藤寛のCAN-DOLL(2001年 - 2002年、東海ラジオ)
- お台場レインボーステーション(SPACE DiVA、有線放送CAN SYSTEM他)
  - 「城山未帆のひとりごと」コーナーパーソナリティー(2005年7月 - 2007年3月)
  - メインナビゲーター(2006年10月 - 2007年6月の隔週)

### 映画
- 仮面ライダー555 パラダイス・ロスト(2003年 東映) - スマートブレイン社員 / バタフライオルフェノク（声） 役
- 極道の紋章 第参章(2007年 GPミュージアムソフト)

### CM
- マクセル MD&CD-R（2000年）
- マツモトキヨシ（2001年）
- NTTドコモ北海道（2003年）
- JOMO（2003年）
- 三菱自動車工業 eKワゴン（2003年）
- ケンタッキーフライドチキン（2004年・2006年）
- ライフカード（2005年）
- STC（2005年）

### 写真集
- 毛利充裕 撮影『十九歳の夏 : 城山未帆1st.写真集』英知出版、2000年5月25日。
- Aphrodite(2002年 KSS)
- MIHO(2004年 学研)

### ビデオ
- Aphrodite(2001年 KSS)

### DVD
- Aphrodite(2001年 KSS)
- LANI(2002年 ポニーキャニオン)
- LANI(2005年 再発売 ポニーキャニオン)
- Escape journey 〜逃避行〜(2005年 フォーサイド・ドット・コム)

## 舞台
- I2〜アイ・ツー(2002年)
- I2〜アイ・ツー 8月桜の木の下で(2003年)